# Rhaconotus asiaticus
Rhaconotus asiaticus är en stekelart som beskrevs av Sergey A. Belokobylskij 1990. Rhaconotus asiaticus ingår i släktet Rhaconotus och familjen bracksteklar. Inga underarter finns listade i Catalogue of Life.